# Ftalany

Wzór ogólny estrów kwasu ftalowego

Ftalany – sole i estry kwasu ftalowego. Są m.in. stosowane do produkcji żywic ftalanowo-glicerynowych (tzw. gliftali), które stanowią bazę dla lakierów i farb ftalowych, klejów (syntetyczna guma arabska) oraz niektórych laminatów. Używane również jako plastyfikatory.

## Wpływ na zdrowie

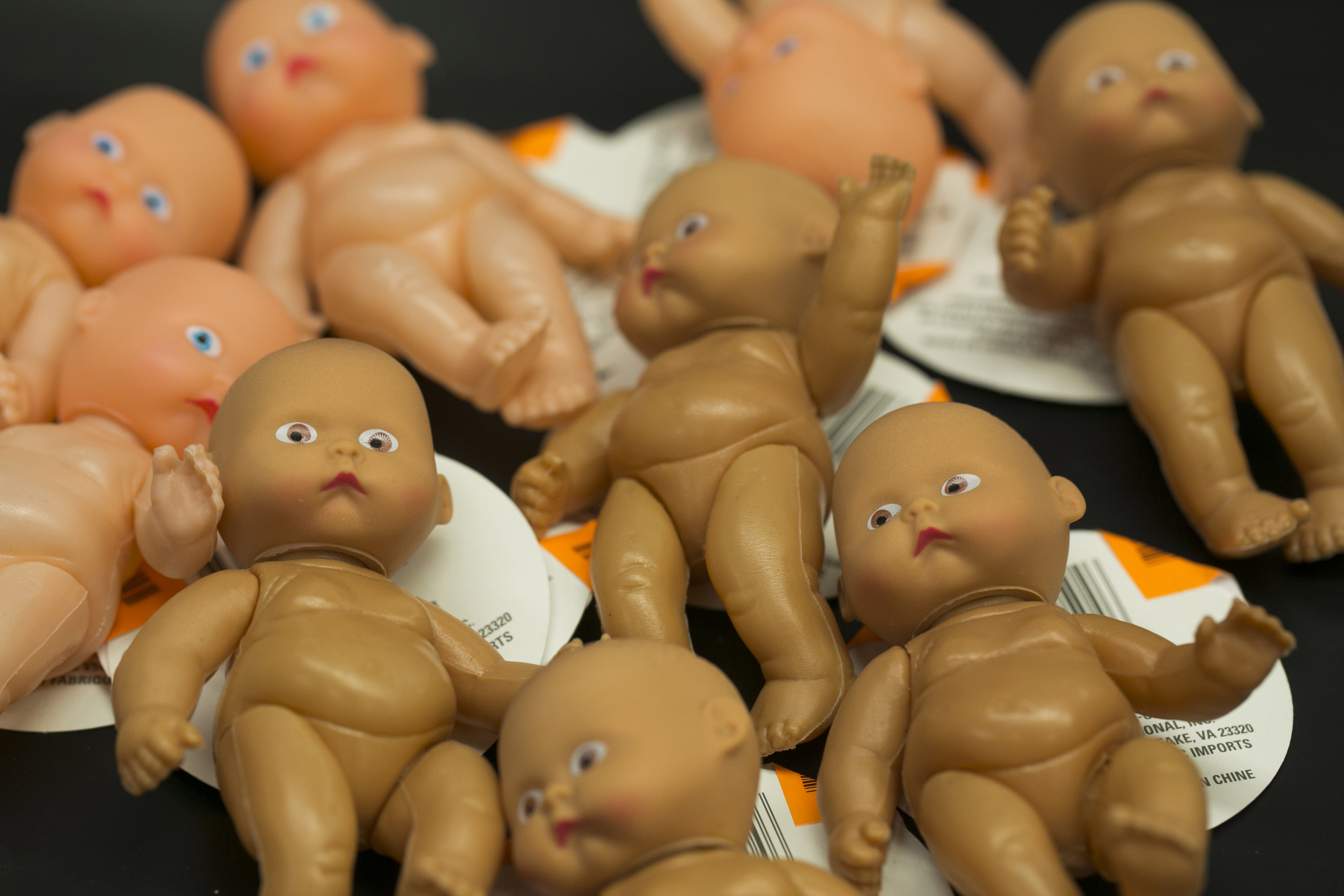
Lalki-zabawki wyprodukowane w Chinach i skonfiskowane przez amerykańskie służby celne i ochronę granic w 2013 r. ze względu na wysoki poziom ftalanów

Ponieważ ftalany stosowane są powszechnie w produktach codziennego użytku, pojawiają się obawy o ich wpływ na zdrowie. Niektóre ftalany prawdopodobnie zwiększają ryzyko zachorowania na astmę u dzieci w wieku 5-11 lat, gdy tylko matka podczas ciąży oddychała zanieczyszczonym powietrzem. Wydaje się, że substancje te wpływają w jakiś bliżej nieokreślony sposób na działanie niektórych hormonów, co prowadzi ostatecznie do uszkodzeń układu nerwowego u dzieci. Siedmiolatki, których matki w czasie ciąży oddychały powietrzem silnie zanieczyszczonym ftalanami, mają IQ niższe o około siedem punktów od tych rówieśników, których matki oddychały powietrzem relatywnie czystszym. Siedem punktów w skali IQ to bardzo dużo, taka różnica może zaważyć na późniejszych osiągnięciach w szkole i sukcesach w pracy zawodowej. Ftalany prawdopodobnie mają też negatywny wpływ na jakość nasienia u mężczyzn.
Ponieważ ftalany stanowią potencjalne zagrożenie zdrowotne, zaleca się zmniejszenie ekspozycji na te substancje, poprzez unikanie spożywania jedzenia pakowanego w folie, podgrzewanego w foliach i silnie przetworzonego, unikanie produktów zawierających ftalany, takich jak perfumy, dezodoranty, odświeżacze powietrza, niektóre ręczniki papierowe oraz unikanie zanieczyszczonych pomieszczeń.